# Railroad
Railroad és una població dels Estats Units a l'estat de Pennsilvània. Segons el cens del 2000 tenia 300 habitants.

## Demografia
Segons el cens del 2000, Railroad tenia 300 habitants, 112 habitatges, i 79 famílies. La densitat de població era de 183,9 habitants/km².
Dels 112 habitatges en un 41,1% hi vivien nens de menys de 18 anys, en un 57,1% hi vivien parelles casades, en un 12,5% dones solteres, i en un 28,6% no eren unitats familiars. En el 24,1% dels habitatges hi vivien persones soles el 7,1% de les quals corresponia a persones de 65 anys o més que vivien soles. El nombre mitjà de persones vivint en cada habitatge era de 2,68 i el nombre mitjà de persones que vivien en cada família era de 3,16.
Per edats la població es repartia de la següent manera: un 29% tenia menys de 18 anys, un 8,3% entre 18 i 24, un 33,7% entre 25 i 44, un 20,7% de 45 a 60 i un 8,3% 65 anys o més.
L'edat mediana era de 36 anys. Per cada 100 dones de 18 o més anys hi havia 86,8 homes.
La renda mediana per habitatge era de 37.917 $ i la renda mediana per família de 47.813 $. Els homes tenien una renda mediana de 29.286 $ mentre que les dones 25.417 $. La renda per capita de la població era de 16.709 $. Entorn de l'1,3% de les famílies i el 4,7% de la població estaven per davall del llindar de pobresa.

## Poblacions més properes
El següent diagrama mostra les poblacions més properes.